# Promień półświatła

Promień półświatła R_{e} wyznacza obszar, z którego pochodzi połowa z całkowitej emisji światła, wysyłanego przez galaktykę

Promień półświatła (efektywny promień, {\displaystyle R_{e}}) – promień wyznaczający obszar wnętrza galaktyki, z którego pochodzi połowa jej jasności. Pojęcie promienia efektywnego odnosi się do galaktyk o kształcie sferoidalnym, wyznacza on część sfery galaktyki (liczoną od jej środka), która emituje połowę światła całej galaktyki.